# 亞美尼亞人口
在蘇聯統治時期，亞美尼亞人口穩定增長。1991年時，亞美尼亞有人口360.4萬。2003年，亞美尼亞人口減少至321.1萬。據最近的一份估計，2011年10月12日時，亞美尼亞有人口287.2萬。亞美尼亞是前蘇聯唯一一個近乎單一民族的加盟國，也是蘇聯僅次於摩爾多瓦的人口密度第二高的加盟共和國。亞美尼亞雖然有一些少數民族，但都高度俄羅斯化。大多數亞美尼亞人都是基督徒，主要信奉亞美尼亞使徒教會。亞美尼亞是世界上第一個以基督教為國教的國家。蘇聯解體之後，由於移民導致人口外流，亞美尼亞人口一度快速減少，不過今年人口減少幅度已經大幅減緩，加上一些移民回流亞美尼亞，亞美尼亞在2010年人口恢復增長。